# Для тебе цей день щасливим днем зроблю
«Для тебе цей день щасливим днем зроблю» (в оригіналі «Making Today a Perfect Day») — пісня з короткометражного анімаційного фільму студії «Walt Disney Animation Studios» 2015 року «Крижана лихоманка», з музикою та словами Крістен Андерсон-Лопес та Роберта Лопеса, що виконується протягом більшої частини короткометражки. Вона була випущена як сингл у США 12 березня 2015 року.

## Реліз
Хоча короткометражка була офіційно випущена лише разом із фільмом «Попелюшка» 2015 року, аудіозапис був опублікований у мережі 12 березня. Текст пісні було опубліковано в офіційному блозі «Disney» 13 березня, а відеокліп із текстом пісні було випущено в мережі 20 березня.
Пісня широко рекламується на обкладинці компакт-диску із саундтреком до фільму «Попелюшка».
Цю пісню також виконали актори шоу «Подруги будь-коли» на «Disney Channel».

## Чарти
| Чарт (2015)                       | Пік позиція |
| --------------------------------- | ----------- |
| Австралія (ARIA)                  | 80          |
| США Kid Digital Songs (Billboard) | 1           |